# 퀸모드랜드
퀸모드랜드(노르웨이어: Dronning Maud Land 드로닝메우드란[*])은 남극 영유권 주장 지역 중 하나인 노르웨이의 해외 영토이다. 크기는 약 2,500만 제곱킬로미터 정도이다. 이 영토는 서경 20도의 영국령 남극 지역 경계선에서부터 동경 44도 38'의 오스트레일리아령 남극 지역까지 이어진다. 대부분의 영토가 빙하으로 덮여져 있다.
1930년, 얄마르 리세르 라르센이 이 땅을 처음으로 발견하면서 당시 노르웨이 국왕이었던 웨일스 공녀 모드의 이름을 붙였고 1938년 1월 14일부터 노르웨이가 영유권을 주장하였다. 나치 독일에 의해 노르웨이가 점령당한 1939년부터 1945년 동안은 퀸모드랜드의 일부가 노이슈바벤란트에 편입되기도 하였었다.
한동안 남쪽 경계가 제대로 정의되지 않았지만 2015년에 남극점까지 영유권을 주장하기로 결정됐다.

## 연구소
퀸모드랜드에는 노르웨이의 연구소도 많지만 여러 나라의 연구소도 있다.
| 연구소                     | 국가              | 인구 (겨울) | 인구 (여름) | 좌표                 |             |        |   |    |                      |
| -------------------------- | ----------------- | ----------- | ----------- | -------------------- | ----------- | ------ | - | -- | -------------------- |
| 연구소                     | 국가              | 인구 (겨울) | 인구 (여름) | 좌표                 | 와사 연구소 | 스웨덴 | 0 | 20 | 73 ° 03 ′S 13 ° 25′W |
| 아보아 연구소              | 핀란드            | 0           | 20          | 73 ° 03 ′S 13 ° 25′W |             |        |   |    |                      |
| 뉴 마이어 연구소 III       | 독일              | 9           | 50          | 70 ° 38 ′S 08 ° 16′W |             |        |   |    |                      |
| 사나에 IV 연구소           | 남아프리카 공화국 | 10          | 80          | 71 ° 40 ′S 02 ° 50′W |             |        |   |    |                      |
| 코넨 연구소                | 독일              | 0           | 28          | 75 ° 00 ′S 00 ° 02′W |             |        |   |    |                      |
| 트롤 연구소                | 노르웨이          | 7           | 40          | 72 ° 00 ′S 02 ° 32′E |             |        |   |    |                      |
| 토르 연구소                | 노르웨이          | 0           | 4           | 71 ° 53 ′S 05 ° 09′E |             |        |   |    |                      |
| 마이 트리 연구소           | 인도              | 25          | 65          | 70 ° 46 ′S 11 ° 44′E |             |        |   |    |                      |
| 노볼라자 레브스카야 연구소 | 러시아            | 30          | 70          | 70 ° 46 ′S 11 ° 52′E |             |        |   |    |                      |
| 프린세스 엘리자베스 연구소 | 벨기에            | 0           | 20          | 71 ° 57 ′S 23 ° 20′E |             |        |   |    |                      |
| 쇼와 연구소                | 일본              | 40          | 110         | 69 ° 00 ′S 39 ° 35′E |             |        |   |    |                      |
| 돔 후지 연구소             | 일본              | 0           | 40          | 77 ° 19 ′S 39 ° 42′E |             |        |   |    |                      |

## 같이 보기
- 남극